# Liste der denkmalgeschützten Objekte in Imsterberg
Die Liste der denkmalgeschützten Objekte in Imsterberg enthält die 6 denkmalgeschützten, unbeweglichen Objekte der Tiroler Gemeinde Imsterberg.

## Denkmäler
| Foto |                 | Denkmal                                                                                         | Standort                                     | Beschreibung | Metadaten |
| ---- | --------------- | ----------------------------------------------------------------------------------------------- | -------------------------------------------- | --- | --- |
| ja   | Datei hochladen | Ortskapelle Vierzehn Nothelfer in Imsterau HERIS-ID: 4320 Objekt-ID: 163 TKK: 20719             | Au 34, in der Nähe Standort KG: Imsterberg   | Kapelle mit polygonalem Chor aus dem 17. Jahrhundert, Altar und barocke Figuren von 1720/30 | BDA-Hist.: Q37849822 Status: § 2a Stand der BDA-Liste: 2025-06-30 Name: Ortskapelle Vierzehn Nothelfer in Imsterau GstNr.: .111 Ortskapelle Imsterau                                               |
| BW   | Datei hochladen | Ortskapelle Hinterspadegg HERIS-ID: 4318 Objekt-ID: 161 TKK: 20715                              | Hinterspadegg Standort KG: Imsterberg        | 1813 bezeichnete Kapelle mit spätgotischer Madonnenfigur um 1490 Anmerkung: Kapelle im Besitz der „Nachbarschaft Hinterspadegg“, Zugang eingeschränkt | BDA-Hist.: Q37849097 Status: Bescheid Stand der BDA-Liste: 2025-06-30 Name: Ortskapelle Hinterspadegg GstNr.: .296                                                                                 |
| BW   | Datei hochladen | Ortskapelle Höfle HERIS-ID: 4319 TKK: 20716seit 2022                                            | bei Höfle 16 Standort KG: Imsterberg         | Die Ortskapelle ist ein einfacher Mauerbau über rechteckigem Grundriss mit dreiseitigem Chorschluss, sie hat ein Satteldach mit einem hölzernen Dachreiter und Pyramidenhelm. Sie wurde um 1770 errichtet. Der Eingang erfolgt giebelseitig über ein Rundbogenportal, darüber befindet sich im Giebel ein einfaches Holzkreuz, an den Traufseiten; je ein Rundbogenfenster. Innen ein einjochiger Betraum mit Tonnengewölbe und Stichkappen. | BDA-Hist.: Q112967097 Status: Bescheid Stand der BDA-Liste: 2025-06-30 Name: Ortskapelle Höfle GstNr.: .172                                                                                        |
| ja   | Datei hochladen | Kath. Pfarrkirche Mariae Sieben Schmerzen mit Friedhof HERIS-ID: 4316 Objekt-ID: 159 TKK: 22462 | Ried 4b, in der Nähe Standort KG: Imsterberg | Eine erste Kirche wurde um 1390 erwähnt, 1687 erfolgte ein Neubau. Die heutige barocke Kirche wurde 1791 errichtet, der Turm 1828 angefügt. An das vierachsige Langhaus schließen sich ein eingezogener und flach rund schließender Chor und östlich die Sakristei an. Die am Giebel 1791 datierte Westfassade zeigt drei Mosaikfelder aus dem 19. Jahrhundert mit Christus als Baumeister, Herz Jesu und Maria. Innen weisen Chor und Langhaus ein Tonnengewölbe mit Stichkappen und einen eingezogenen Triumphbogen auf. Die Gewölbemalereien von 1866/1879 von Johann Kärle wurden später durch Stuckimitationsmalerei überdeckt. | BDA-Hist.: Q15840294 Status: § 2a Stand der BDA-Liste: 2025-06-30 Name: Kath. Pfarrkirche Mariae Sieben Schmerzen mit Friedhof GstNr.: .181, 1530/2 Pfarrkirche Mariae Sieben Schmerzen Imsterberg |
| ja   | Datei hochladen | Widum HERIS-ID: 4322 Objekt-ID: 165 TKK: 20751                                                  | Ried 12 Standort KG: Imsterberg              | Der gemauerte, zweigeschoßige Pfarrhof aus dem 18. Jahrhundert mit mächtigem Krüppelwalmdach ist giebelseitig über ein Rechteckportal mit vorgezogenem Vordach auf Holzsäulen vom Ende des 20. Jahrhunderts erschlossen. An der Ostseite befindet sich ein eingeschoßiger, verandaähnlicher Holzvorbau. Im Inneren lässt sich trotz späterer Veränderungen die barocke Bausubstanz erkennen, einige Räume weisen flache barocke Holzvertäfelungen auf. | BDA-Hist.: Q37850522 Status: Bescheid Stand der BDA-Liste: 2025-06-30 Name: Widum GstNr.: .196 |
| ja   | Datei hochladen | Bildstock HERIS-ID: 13866 Objekt-ID: 10081 TKK: 20728                                           | Standort KG: Imsterberg                      | Der Dreifaltigkeitsbildstock ist ein an einer Weggabelung errichteter kleiner, gemauerter Nischenbildstock über rechteckigem Grundriss mit Satteldach und stammt vermutlich aus dem 18. Jahrhundert. In einer durch ein Gitter geschützten, kreuzgewölbten Rundbogennische befindet sich ein Barockkruzifix. | BDA-Hist.: Q37715825 Status: § 2a Stand der BDA-Liste: 2025-06-30 Name: Bildstock GstNr.: 2632/4                                                                                                   |